# Rhampholeon uluguruensis
Rhampholeon uluguruensis là một loài thằn lằn trong họ Chamaeleonidae. Loài này được Tilbury & Emmrich miêu tả khoa học đầu tiên năm 1996.